# Call of Duty: Modern Warfare 2
Call of Duty: Modern Warfare 2 (conocido previamente como Modern Warfare 2, MW2 o Call of Duty 6) es un videojuego de acción de disparos en primera persona (o sus siglas en inglés "FPS") desarrollado por Infinity Ward y publicado por Activision. Es la sexta entrega de la serie Call of Duty y la secuela directa de Call of Duty 4: Modern Warfare. Fue lanzado en todo el mundo el 10 de noviembre de 2009 para Windows, PlayStation 3 y Xbox 360. Una versión separada para la Nintendo DS, titulada Modern Warfare: Mobilized, también se lanzó el mismo día. Una versión para OS X fue desarrollada por Aspyr y lanzada en mayo de 2014, y la versión de Xbox 360 se hizo compatible con versiones anteriores para la Xbox One en 2018.
La historia del juego transcurre 5 años después de los eventos de Modern Warfare, es decir, en el año 2016. Imran Zakhaev, el antagonista de la primera parte de la trilogía de Modern Warfare, fue declarado héroe de la nueva Rusia y se lo homenajeó con un monumento y poniéndole su nombre al Aeropuerto Internacional de Moscú-Sheremétievo. En esta entrega el jugador asume los roles de los personajes Joseph Allen, un soldado de los Rangers en las primeras misiones, para luego dar lugar al soldado James Ramírez por el bando estadounidense; y el sargento Gary Roach Sanderson de la Task Force 141 por el bando británico (aunque en esta fuerza de tareas especiales hay miembros de otros países también, como Australia y Canadá).
En Modern Warfare 2 el antagonista principal es Vladimir Makarov, un antiguo discípulo de Zakhaev quien luego de perpetrar un ataque terrorista en el aeropuerto internacional moscovita, logra que Estados Unidos, el país que más odia, sea invadido por Rusia.

## Sinopsis
| Misión                            | País                                  | Localización/es                                       |
| --------------------------------- | ------------------------------------- | ----------------------------------------------------- |
| Otro día, la misma mierda         | Bandera de Afganistán                 | Base de Artillería Phoenix, Afganistán                |
| Jugador de equipo                 | Bandera de Afganistán                 | La Zona Roja, Afganistán                              |
| Máximo riesgo                     | Bandera de Kazajistán                 | Tian Shan, Kazajistán                                 |
| Nada de ruso                      | Bandera de Rusia                      | Aeropuerto Internacional de Moscú-Sheremétievo, Rusia |
| Aterrizaje                        | Bandera de Brasil                     | Río de Janeiro, Brasil                                |
| ¡Wolverines!                      | Bandera de Estados Unidos             | Virginia, Estados Unidos                              |
| Avispero                          | Bandera de Brasil                     | Río de Janeiro, Brasil                                |
| Éxodo                             | Bandera de Estados Unidos             | Virginia, Estados Unidos                              |
| El único día sencillo... fue ayer | Bandera de Rusia                      | Plataforma petrolífera Vikhorevka 36, Rusia           |
| El gulag                          | Bandera de Rusia                      | Petropávlovsk-Kamchatski, Rusia                       |
| Por propia voluntad               | Bandera de Estados Unidos             | Washington D. C., Estados Unidos                      |
| Contingencia                      | Bandera de Rusia                      | Petropávlovsk-Kamchatski, Rusia                       |
| Segundo sol                       | Bandera de Estados Unidos             | Washington D. C., Estados Unidos                      |
| Whiskey Hotel                     | Bandera de Estados Unidos             | Washington D. C., Estados Unidos                      |
| Cabos sueltos                     | Bandera de Rusia · Bandera de Georgia | Frontera entre Georgia y Rusia                        |
| El enemigo de mi enemigo          | Bandera de Afganistán                 | Kandahar, Afganistán                                  |
| Como en los viejos tiempos        | Bandera de Afganistán                 | Hotel Bravo, Afganistán                               |
| Fin de partida                    | Bandera de Afganistán                 | Hotel Bravo, Afganistán                               |

### Acto I
El sargento Foley, acompañado de un traductor afgano, está adiestrando reclutas del Ejército Nacional Afgano en la base de artillería Phoenix de Afganistán. El soldado Allen, asistiendo al sargento en la instrucción, realiza una demostración de fuego de asalto y uso de granadas para ellos. Terminado el simulacro, se dirige hacia un foso de entrenamiento, donde se encuentra con el cabo Dunn, que le comunica que el general Shepherd estaba buscando a alguien de su unidad para una serie de operaciones especiales, y que podría resultar elegido si da buenos resultados. Tras recorrer el foso, Allen se reúne con su escuadrón nuevamente para ir en apoyo a una emergencia.
Los Rangers perdieron una ciudad en la zona roja de Afganistán, por lo que se dirigen a recuperarla. Al principio, el pelotón del sargento Foley realiza fuego de contención mientras un tiende puentes trabajaba en un puente destruido, entrando a la ciudad a través de él. Una vez que logran cruzar observan como una pareja de F-15 bombardearon un edificio ocupado por los talibanes. Una vez que cruzan el puente, los rangers reciben la orden de solo disparar en defensa propia, y a raíz de esto caen en una emboscada. Tras realizar una maniobra para salir vivos de la emboscada, el sargento Foley junto a Allen y los demás se dirigen a despejar una escuela en la que se concentraba el fuego enemigo. Luego de esto llegan al punto de extracción donde los esperaba el general Shepherd.
Debido a su destreza y habilidad, Allen es reasignado por el general Shepherd a la Task Force 141 para una operación especial. Esta fuerza operativa había sido constituida en algún momento entre los años 2011 y 2016 para capturar y eliminar a Vladimir Makarov, e hizo su debut en la "Operación Kingfish". En esta fuerza de tareas se encuentran el capitán John "Soap" MacTavish (personaje jugable en Modern Warfare, cuando aún era sargento) y el sargento Gary Roach Sanderson, quienes se dirigen en la misión "Máximo riesgo" a una base en la cordillera de Tian Shan en Kazajistán para recuperar el módulo ACS de un satélite accidentado. Soap y Roach consiguen recuperar el módulo, pero son descubiertos en el acto y se ven obligados a huir del lugar encima de motos de nieve a la zona de extracción alternativa. 
Llega el momento de la operación especial para la que el soldado Allen había sido seleccionado. Se le encomienda la tarea de infiltrarse en el grupo terrorista de Vladimir Makarov para conseguir ganarse su confianza. Para ello debe participar en un atentado al aeropuerto internacional de Moscú. Antes de perpetrar el atentado, Makarov da la orden de no hablar en ruso, para encubrir la nacionalidad de los terroristas. Estos matan a sangre fría a un gran número de civiles y policías antimotines. Al final de la misión llega un hombre de Makarov para extraerlos del lugar en una ambulancia. Todos suben excepto Allen que es descubierto y asesinado por Makarov, que revela el verdadero propósito del atentado: dejar el cadáver de un soldado estadounidense ante la masacre en el aeropuerto, para que Rusia declare la guerra a Estados Unidos.
La Task Force 141 necesitaba pruebas de que Makarov era el verdadero responsable del atentado y no Estados Unidos, pero con Allen muerto no tenían forma de demostrarlo. Por ello, analizaron los proyectiles utilizados por los terroristas y se dieron cuenta de que provenían de Brasil. Soap, Ghost y Roach, junto con Royce y Meat se dirigen a Río de Janeiro para capturar al traficante de armas Alejandro Rojas, oculto en las favelas, quien había abastecido a Makarov y sus hombres de armas y municiones para el atentado. Primero capturan a su asistente para luego infiltrarse en las favelas y buscarlo a él, a pesar de que para ello debieron luchar con un sinnúmero de milicianos leales a Rojas. Al final, cuando parecía que este iba a escaparse, Soap lo embosca y captura. Pero ya era demasiado tarde para convencer a Rusia de la "inocencia" de los Estados Unidos.

### Acto II
Rusia culpa a los Estados Unidos del atentado en Moscú e invade el país, centrando su ataque en Washington D. C.. El equipo del sargento Foley, el cabo Dunn y el soldado Ramírez se dirige a proteger el noreste de Virginia y a rescatar al nombre en clave Raptor, cuyo avión había sido derribado.
Tras capturar a Rojas, la Task Force 141 se entera de que la única persona que Makarov odia más que a los Estados Unidos está en un gulag. Los soldados logran escapar de las favelas en helicóptero junto con Nikolai, cuyo pájaro se encontraba en los tejados, a pesar de que Roach cae a tierra y se ve obligado a correr rápidamente de vuelta con sus compañeros, mientras es perseguido por hordas de milicianos, lo cual logra. Ahora Soap y su Equipo se dirigen a un submarino para rescatar al prisionero del Gulag.
Los Rangers son enviados a destruir una serie de cañones antiaéreos, apoyados por un stryker. Luego el General Shepherd les encomienda ir a una casa particular y rescatar a un prisionero, pero al llegar ven que ha muerto. Luego de esto se dirigen a defender Washington D. C..
La Task Force 141 se dirige a una plataforma petrolífera infestada de enemigos para rescatar a ciertos rehenes civiles y evitar que en la siguiente misión los misiles tierra-aire causen problemas desde allí. Al irse, los marines llegan al lugar para asegurarlo.
Ahora, la Task Force 141 se dirige a rescatar al prisionero que está en el gulag. Cuando llegan al lugar, se dan cuenta de que este era nada más ni nada menos que el Capitán Price, del que no se sabía nada desde Modern Warfare. No sin complicaciones, logran huir y el gulag es destruido.
Los Rangers fueron encomendados de defender la capital que estaba casi completamente invadida, y se dan cuenta de que el punto de evacuación de civiles en el Monumento de Washington está siendo asediado por tropas rusas. Se dirigen hacia un edificio cercano y desde allí realizan fuego de contención, pero no sirve de mucho y varios helicópteros de evacuación civil son derribados. Luego, los Rangers escapan del edificio en un helicóptero segundos  antes de que el edificio sea invadido por tropas rusas. Ramírez utiliza la minigun montada en el helicóptero para atacar vehículos y equipos de RPGs rusos en el Memorial a la Segunda Guerra Mundial. El helicóptero es derribado y cae, dejando a Ramírez inconsciente. Cuando despierta, ve que el lugar del accidente estaba rodeado por los rusos. Con pocas municiones y muchas bajas, los Rangers se defienden hasta que un helicóptero de ataque ilumina el lugar, terminando la misión.

### Acto III
Pese a las negativas del general Shepherd, Price junto al equipo de la Task Force 141 se dirige a una base naval rusa donde hay un submarino con capacidad de ataque nuclear. Al llegar, Price entra en el submarino donde estaba el misil y lo lanza a Washington D. C.. El misil estalla en la atmósfera, matando de esta manera inconscientemente a Sat1 y destruyendo la Estación Espacial Internacional, pero dándole una oportunidad a las fuerzas norteamericanas al desactivar todos los equipos electrónicos y vehículos con el HEMP producido por la explosión de la ojiva nuclear del ICBM fuera de la atmósfera terrestre.
El IEM en Washington D. C. causa que comiencen a caer helicópteros del cielo, causando un caos inmenso entre los soldados rusos, lo cual le da a los Rangers una oportunidad de escapar y refugiarse en un edificio cercano. Sin comunicación por radio, miras reflex, linternas y sin saber quiénes son aliados o enemigos, el equipo se dirige con dificultad hacia el Whiskey Hotel (nombre clave de la Casa Blanca; White House-Whiskey Hotel) donde el Coronel Marshall preparaba una ofensiva para recapturarla, que estaba ocupada por rusos.
Los rangers asaltan la Casa Blanca, y ya dentro escuchan una mensaje por radio que dice que el mando planea un gran bombardeo sobre la ciudad, debido a que creían que estaba en manos rusas, ordenando a cualquier unidad estadounidense a buscar refugio y marcar su posición con bengalas verdes. Los soldados se abren paso hasta el tejado del edificio desesperadamente y despliegan sus bengalas para indicar que la Casa Blanca fue recuperada, y el bombardeo es abortado en el último segundo. Allí ven que había humo verde en muchos otros edificios, dándose cuenta de que habían recuperado la ciudad. Varios soldados se preguntan cuándo invadirán Moscú. 
Una vez terminado el ataque a Washington D. C., la Task Force 141 se ocupó de buscar al responsable de la invasión, Vladimir Makarov. Shepherd consigue información sobre los únicos sitios seguros para el terrorista, por lo que Price y Soap irían a un cementerio de aviones en Afganistán, mientras que Roach y Ghost tomarían un refugio en Osetia del Sur. Al llegar al refugio, el equipo cae en una emboscada terrorista en la que la gran mayoría muere, quedando solo vivos Ghost, Roach, Ozone y Scarecrow, además de los francotiradores que los cubrían, Toad y Archer. Los cuatro miembros de la Task Force se dirigen al refugio y no encuentran rastro de Makarov, al igual que Price en el cementerio de aviones, pero encuentran un gran arsenal de armas y los planos del atentado al aeropuerto. Entonces, Roach conecta un módulo DSM al ordenador del fugitivo y comienza a transferir datos, mientras todos lo cubrían. Cuando finaliza la transferencia, todos se dirigen a la zona de aterrizaje. Pero Ozone y Scarecrow son abatidos por morteros, y Roach es herido, por lo que Ghost lo lleva cargándolo hasta el helicóptero de extracción. Allí, Shepherd les pregunta sobre la información, y al recibir una respuesta afirmativa, le dispara a Roach con su revólver, Ghost intenta disparar a Shepherd pero este le dispara en el pecho, luego sus soldados queman sus cuerpos mientras se oye la voz de Price por el radio diciendo que los hombres de Shepherd los estaban atacando, y que no confíen en él.
Price y Soap se enteran de la traición del general y escapan de la trampa en el cementerio de aviones, mientras tenían a los hombres de Shepherd a un lado y a los de Makarov al otro. Price consigue comunicarse con el terrorista, quien a regañadientes le indica la posición del traidor. Mientras Price, Rook y Soap intentan escapar en un vehículo, Rook, el conductor, muere de un disparo, por lo que Soap tiene que conducir con un mano desde su asiento como pueda el volante. Al final logran subir al avión de Nikolai y escapar del lugar.
Price y Soap se dirigen entonces a la posición de Shepherd, en una misión suicida para evitar que él sea un falso héroe y para vengar a Ghost y a Roach. En un complejo de cuevas en Afganistán los dos capitanes luchan contra la compañía Shadow para luego enterarse de que Shepherd escaparía en una Zodiac, por lo que se infiltran en una última cueva para llegar a un río y perseguirlo.
Shepherd escapa en una Zodiac, por lo que Price y Soap lo persiguen en otra. A pesar de recibir disparos de la compañía Shadow por todas partes, los dos hombres no dejan que Shepherd escape, y cuando su lancha entra en un Pave Low, Price le dispara con su lanzagranadas al rotor y el helicóptero cae, al igual que la Zodiac de Price y Soap, ya que justo se encontraban en una cascada. Entonces Soap, al despertar, se dirige al lugar del impacto, armado con un cuchillo, para matar a Shepherd de una vez por todas. Soap lo avista y, cuando quiso apuñalarlo, Shepherd lo contrarresta y lo tira al suelo, para luego clavarle su cuchillo en el pecho. Allí le dice que hace cinco años había perdido a 30.000 hombres en un parpadeo, y que el mundo no había hecho nada. Así el jugador podría entender la traición del General como manera de convertirse en un héroe encima de una crisis mundial. Cuando estaba por dispararle con su revólver, aparece Price para golpearlo y salvar a Soap, quien luego inútilmente intentaría buscar el revólver. Se desata entonces una intensa pelea mano a mano del general Shepherd y Price, que parecía ganar el traidor cuando Soap intenta agarrar el revólver de Shepherd pero él se la quita y después intenta sacarse el cuchillo que Shepherd le clavó y se lo lanza al general en el ojo, matándolo en el acto. Price entonces despierta de su desmayo producido por los golpes y ayuda a Soap para detener su sangrado. Justo en ese momento llega Nikolai en un helicóptero MH-6 Little Bird para sacarlos de allí.

### Epílogo
Sin relación con el argumento, transcurre en un museo en el que están expuestos los personajes, armas y vehículos del juego. El jugador puede libremente inspeccionar la zona y recoger todas las armas disponibles del juego. Asimismo existe un dispositivo en cada habitación que al ser activado da vida a los personajes, los cuales se mueven ante al jugador y lo atacan. Una vez que los personajes hayan muerto, la sala volverá a su estado original si el jugador cambia de sala durante unos momentos.

### Unidades
- Task Force 141: Es una fuerza especial multinacional de operaciones especiales conformada por los mejores hombres del ejército estadounidense, canadiense, británico, australiano, neozelandés y posiblemente de otras fuerzas armadas, usualmente hombres con experiencia previa en Operaciones Especiales, a la cual pertenecen el Cpt. Soap, el Sgt. Roach, Ghost, y el PFC Joseph Allen, luego de ser convocado por el Gral. Shepherd. Durante los eventos de Modern Warfare 2, el Comandante en Jefe de esta unidad es el General Shepherd. Adicionalmente, los oficiales británicos del SAS como el Capitán John Soap MacTavish y el Teniente de Segunda Simón Ghost Riley sirven como comandantes de campo. Después de su liberación del Gulag, el Capitán John Price sirve también como comandante de campo. La Fuerza operativa 141 tiene al menos unos 85 miembros conocidos.

- 75º Regimiento de Rangers: Una unidad especial del Ejército Estadounidense, a esta unidad pertenecen el Sgt, Foley, el cabo Dunn, el soldado Ramírez y Joseph Allen (quien después de la toma de la ciudad afgana es colocado en la Task Force 141 por Shepherd para llevar a cabo una misión encubierta que al final fracasa). La mayoría de sus miembros son soldados generados aleatoriamente, siguiendo un patrón de rango, seguido del apellido de un miembro del equipo de desarrollo del juego.

- SEALS de la Marina: La unidad especial anfibia por excelencia de los Estados Unidos, hace su presencia en El Gulag y El último día fácil... fue ayer. Suelen ser silenciosos, y suelen ir vestidos con trajes de buceo. Ayudan a la Task Force 141 a ingresar a las plataformas de Petropavslok y a asaltar el Gulag. También ayudan a la defensa de Washington D. C. apoyando a los Rangers a defender el edificio desde el que daban fuego de apoyo al Monumento de Washington, aunque la mayoría no logra escapar de éste cuando es atacado por los rusos. Hay varios miembros conocidos.

- Compañía Shadow: La conforman soldados de élite de una pequeña unidad estadounidense (probablemente una unidad de Operaciones Especiales o incluso una Compañía de Mercenarios Privados) bajo el mando y Órdenes directas del General Shepherd (Nombre clave: Gold Eagle), los cuales sirven como su propio personal de seguridad y cuerpo de operaciones que obedecen sus Órdenes sin protestar. A pesar de esto, Shepherd los considera como personal prescindible; un ejemplo de esto se ve durante la misión Como en los viejos tiempos cuando Shepherd ordena un bombardeo sobre su propia base con soldados de la Compañía aún dentro de ella, simplemente diciéndoles que "su servicio será honrado" Se conocen algunos miembros aunque la mayoría posee la misma apariencia.

- Ejercito Ruso: Se los puede ver muchísimas veces, en la base en las montañas de Kazajistán, así como en la invasión de EE. UU. Conforman la mayoría de enemigos del juego. Al ser parte de la Federación Rusa, responden a los intereses políticos ultranacionalistas de esta. Algunos miembros de esta unidad conforman los Comandos ultranacionalistas, que responden directamente a las órdenes de Makarov y defienden sus propiedades.

- FSB y  Policía del Aeropuerto Zakhaev: Puede vérselos en Nada de Ruso. La policía que se encuentra en el aeropuerto intenta contener el ataque, pero se ven abrumados, teniendo tan solo pistolas contra hombres con rifles de asalto, lanzagranadas y ametralladoras. Los FSB asisten posteriormente a intentar contener sin éxito la masacre, ya estando relativamente mejor armados, con escudos y subfusiles.

- Spetsnaz: No aparecen en el modo campaña pero sí en el multijugador para sustituir al ejército ruso.

- Milicia brasileña: Se los ve en Aterrizaje y El avispero, en el cual intentan detener a los soldados de la Task Force 141 de llegar a su líder, Alejandro Rojas. El asistente de Rojas es capturado, y con la información, Roach, Ghost, y Soap atrapan a Rojas. Aun así la milicia opone una fuerte resistencia, asesinando a Meat y Royce, y a algunos soldados más cuando intentan escapar de las Favelas. Posiblemente operan negocios ilegales de venta de drogas y de armas.

- OpFor: Son miembros de una milicia que fue leal a Khaled Al-Asad en los tiempos de Modern Warfare, y son útiles a los intereses de Makarov. Mantienen el poder en muchos países de medio oriente a través de la ocupación armada, y se enfrentan muchas veces con los Rangers por el control del territorio. Sólo se los ve en la misión Jugador de equipo

Además de estas unidades que son visibles y pueden enfrentarse o controlarse a lo largo del juego, se hacen presente muchas unidades, la mayoría de los Estados Unidos, que ayudan en la ambientación del juego, y que sirven para representar conflictos en otros lugares, o que apoyan al jugador de manera muy breve (como los aviones de la marina)

### Operación Kingfish
Durante la expo Call of Duty XP en septiembre del 2011, Activision Presentó un vídeo de 6 minutos de duración como parte del festival realizado en Los Ángeles, California, el vídeo a pesar de estar interpretado por personas reales es fiel a la historia argumental de Modern Warfare. Los hechos transcurren 2 años después del asesinato de Imran Zakhaev en 2011 y 3 años antes de Modern Warfare 2, aproximadamente.
El video inicia con John Soap Mactavish en un almacén de armas, insertándole balas a un cargador, mientras que Sheperd, encendiendo un cigarro, le pide que le explique nuevamente la misión fallida, la escena salta a un satélite militar donde se pueden oír conversaciones militares. Al final de las conversaciones se logra apreciar el permiso para iniciar la Operación Kingfish.
La escena salta a las montañas Karkonosze, en Ucrania, donde la Task Force 141 guiados por el Capitán Price (Price fue el capitán de la T.F 141 antes que Soap), está realizando una misión de captura/asesinato de un ruso de nombre en clave "Kingfish", la 141 luego de enfrentarse a la Spetsnaz que custodiaba el lugar (ayudados por un equipo de francotiradores y un AC-130), logran tomar con éxito el refugio, después de entrar a una habitación donde se encontraría el objetivo, informan al cuartel de que no hay rastro del objetivo, Soap se sorprende cuando ve fotos e información suficiente del equipo Bravo pegadas en una pared, la cual muestra que Soap y Price son el objetivo a eliminar por parte de Kingfish, Price y Soap quedan sorprendidos al ver la escena, el equipo oye un pitido de C4 oculto debajo de una mesa. El C4 estalla y la escena salta nuevamente a Soap donde le dice a Shepherd que fue una trampa por parte del objetivo, Shepherd le dice a Soap que él lo sabía y que le hable sobre Price, la escena salta nuevamente a la 141 cuando huye del refugio antes tomado, el AC-130 presta apoyo aéreo cercano al equipo logrando que lleguen más rápido a la zona de aterrizaje, pero al poco tiempo, es destruido por un RPG-7. 
Cuando el equipo de la TF-141 está a punto de subir al helicóptero, son atacados por un RPG-7, uno impacta cerca de Soap, dejándolo muy malherido, y causándole la cicatriz que tiene en el lado izquierdo del rostro. Price se detiene a defender el traslado de Soap hacia el Osprey, Price le dice a Ghost que se marche pero este se rehúsa, entonces le ordena que lo deje solo, el enmascarado Ghost, en contra de su voluntdad, deja al Capitán Price solo contra los rusos, es herido en un brazo, más sigue defendiendo el traslado y el escape de su equipo, el capitán nuevamente es disparado y al no poder combatir más, cae al suelo, Soap ve con impotencia como Price es capturado por los rusos, lo cual explicaría cómo Price terminó en el Gulag. 
La escena salta nuevamente al Soap MacTavish quien presenta una cicatriz en su ojo izquierdo producida por la explosión, Shepherd y Soap dan por muerto a Price. Soap, furioso, le pregunta a Shepherd ¿¡Quién es Kingfish!? el general Shepherd le lanza un dosier a MacTavish donde muestra la foto del ruso quien en realidad es Vladimir Makarov, Shepherd finaliza diciéndole lo atraparemos, al final, Soap clava un cuchillo a la foto de Makarov.

## Sistema de juego

### Modo Multijugador
El jugador puede disfrutar del juego en compañía de hasta 4 personas y jugar a distintos modos de juego del tipo en línea. Como en el COD4 en este multijugador se sube de nivel y se pueden personalizar armas, clases y modos de juego. El modo en línea posee un modo en línea de hasta 18 jugadores en algunos modos hasta 2 jugadores en partida enjaulada, sus principales modos son:
- Duelo a muerte: Es un modo de todos contra todos. Para ganar hay que llegar a 1500 puntos. Los tres primeros jugadores ganan.

- Duelo a muerte por equipos : Dos equipos de 6 jugadores se enfrentarán hasta que uno de ellos logre puntuar 7500 puntos.

- Buscar y destruir: Dos equipos se turnan para defender o atacar un objetivo que debe ser destruido por una bomba. Las rondas son a 1 vida. Se gana si: El equipo atacante o defensor es eliminado, si la bomba es desarmada o si la bomba detona.

- Sabotaje: Hay una bomba en el centro del mapa. Una vez que se recoge la bomba hay que llevarla para destruir el objetivo enemigo. Si la bomba se desarma, el jugador se hace con ella y debe destruir el objetivo.

- Dominio: Hay que capturar y defender tres zonas para conseguir puntos.

- Cuartel general: Similar a Dominio. Hay que tomar y defender un cuartel para ganar puntos. Al pasar 1 minuto este desaparece. Después de pasar 30 segundos el cuartel se reactiva en otro lugar.

- Tomar la bandera: Hay que tomar la bandera del enemigo y llevarla a tu propia base. Si el portador de la bandera cae. El equipo al que le quitaron la bandera tendrá que devolverla a su base.

- Demolición: Hay que destruir dos objetivos con una bomba antes de que se acabe el tiempo. Los equipos se turnan para atacar y defender. Todos los jugadores del equipo atacante llevan una bomba.

Hay listas de partidas que se juntan varios modos de juego. Algunos, son modos de juego con el modo extremo o con otras reglas. 

#### Rachas de baja
En el modo multijugador y en línea se puede obtener recompensas por matar a varios enemigos sin morir. Hay un total de 15, pero en una batalla solo se puede tener 3 seleccionados. Desbloquear rachas esta restringido hasta nivel 10. Las recompensas son las siguientes:
- UAV: Un avión espía no tripulado muestra la posición de los enemigos en el radar durante un período de tiempo. (3 bajas)

- Paquete de ayuda: Mediante una granada que desprende un humo rojo, un helicóptero te llevará un paquete de ayuda con contenido aleatorio. (4 bajas)

- UAV de respuesta: Desactiva el radar enemigo durante 30 segundos. (4 bajas)

- Torreta: Una torreta que elimina a cualquier enemigo en su radio de acción, el jugador también puede desplazar la torreta cuando lo desee. (4 bajas)

- Misil Predator: Un misil Predator guiado por control remoto caerá desde el cielo sobre los enemigos. (5 bajas)

- Ataque aéreo: Bombardea una zona determinada del mapa seleccionada por el jugador. Se puede ajustar la dirección del bombardeo. (6 bajas)

- Ataque Harrier: Bombardea una zona determinada en el mapa y además deja un caza Harrier en el cielo que atacará a los enemigos. (7 bajas)

- Helicóptero: Un helicóptero Cobra o Hind patrullará los cielos eliminando a los objetivos a su alcance. (7 bajas)

- Lanzamiento de emergencia: Tras lanzar la señal de humo rojo, un C-130 Hercules lanzará cuatro paquetes de ayuda con contenido aleatorio. (8 bajas)

- Pave Low: Un helicóptero Pave Low patrullará los cielos, atacando a los enemigos con ametralladoras y misiles. (9 bajas)

- Avión furtivo: Un bombardero sigiloso Stealth bombardeará una zona del mapa a tu elección, el avión no aparece en el radar enemigo. La dirección del bombardeo se puede ajustar. (9 bajas)

- Apoyo aéreo: Te conviertes en el artillero de un Apache, disparas con una ametralladora a los enemigos desde el aire. El piloto intentará ponerse en posición para unos blancos más fáciles. Se puede alternar a mira térmica. (11 bajas)

- AC-130: Te conviertes en el artillero de un AC-130 y podrás disparar con sus tres cañones de 25 mm, 40 mm y 105 mm. La cámara se puede alternar a mira térmica. (11 bajas)

- IEM: Desactiva todos los aparatos electrónicos de los enemigos (radares, miras de punto rojo, visiones holográficas, helicópteros, torretas etc.). (15 bajas)

- Bomba nuclear: Una bomba nuclear impactará matando a todos los jugadores y dando la victoria al equipo del jugador que solicitó la bomba. (25 bajas)

### Operaciones especiales
Aparte de la campaña, las Operaciones Especiales se dividen en pequeñas misiones basadas en las misiones de ésta. Hay 5 grupos de misiones, cada uno más difícil que el anterior, y el nombre código de cada grupo corresponde a las primeras letras del alfabeto en el alfabeto radiofónico. Al ir completándolas nos darán entre 1 y 3 estrellas, dependiendo de la dificultad elegida. (Regular, Difícil y Veterano). Hay 69 estrellas en total.

## Promoción
El 25 de marzo de 2009, un Tráiler del juego fue expuesto en la ceremonia del Game Developer Choice Awards en San Francisco. El reclamo también fue puesto en la página web oficial de Infinity Ward. Se anunció que la fecha de lanzamiento era el 10 de noviembre de 2009 y fue confirmado que el título del juego sería Modern Warfare 2 (anteriormente se creía que se llamaría Call of Duty: Modern Warfare 2). Infinity Ward puso un nuevo tráiler, el 10 de mayo, en el que se mostraban las características del juego tales como conducir motos de nieve y una misión submarina. Durante el E3 2009, Infinity Ward, anunció un paquete de contenido descargable que consta de dos mapas multijugador que estarán disponibles primero a través de Xbox Live de Xbox 360 para la versión del juego. Una de las primeras misiones campaña llamada "Cliffhanger" también fue mostrado durante el E3.
A finales de mayo, la empresa de videojuegos para teléfonos móviles Glu Mobile, anunció que desarrollará una adaptación del juego para móviles.
A mediados de julio de 2009, se dio a conocer que el videojuego estará publicado en tres ediciones. La edición estándar está formada por el juego y un manual de instrucciones, será la única versión disponible para Microsoft Windows. En la edición coleccionista, el juego y el manual estarán en una caja de metal y también incluirá un libro de arte y un código para descargar gratuitamente el primer juego de la saga Call of Duty. La edición prestigio incluirá aparte de los productos de la edición coleccionista unas gafas de visión nocturna y una cabeza de maniquí de plástico como soporte de las gafas.

## Recepción

### Controversia
Call of Duty: Modern Warfare 2 no solo es el juego más controvertido de toda la franquicia Call of Duty sino que también fue el más controvertido de 2009.
La principal controversia se debe a la cuarta misión del juego «Nada de ruso» donde el jugador toma el papel de un soldado estadounidense, Joseph Allen, bajo el alias "Alexei Borodin", que está infiltrado en un grupo terrorista ruso por órdenes de la CIA, el cual debe asesinar a multitud de civiles a sangre fría en un aeropuerto ruso. La escena da comienzo cuando Vladimir Makarov, el líder del grupo terrorista, dice "Recuerde, nada de ruso", haciendo entender que no debe hablar en dicho idioma (la intención de Makarov es hacer parecer que los implicados en atentado son agentes estadounidenses, cosa que consigue matando a Allen y dejando su cuerpo para que los rusos lo encuentren, llevándolos así a invadir EE. UU.). El jugador puede abstenerse de tomar parte en la masacre, e incluso es avisado dos veces, al empezar una nueva partida y justo antes de empezar la misión que ésta puede herir la sensibilidad de algunas personas, pudiendo omitir esta misión (o saltarla si ya la ha empezado) sin sufrir penalización alguna, como pérdida de puntos o el no obtener un trofeo dentro del sistema de logros (versiones de Xbox 360 y PS3, respectivamente).
Debido a esta misión, el juego sufrió críticas y censuras en algunos países. En Rusia, la misión fue censurada en la versión de PC, además de que dicha acción fue consultado con autoridades de dicho país ya que Rusia no posee un sistema de clasificación de edades. En Estados Unidos, la cadena de noticias Fox News dio a conocer el juego señalando dicha escena y llamándolo «un juego para terroristas»  y la página GamesRadar la citó como una de las 10 escenas más violentas en un videojuego. También se resaltó el hecho de que el jugador tiene la posibilidad de acabar con un pelotón antidisturbios.
Las versiones japonesa y alemana del juego se reeditaron, haciendo que si el jugador disparaba a cualquier civil recibiera la frase "Has herido un civil" y por supuesto el regreso al último checkpoint, por lo que el jugador debe pasar toda la escena del aeropuerto sin matar a un solo civil, dejando que los demás terroristas sean quienes les maten, aunque sí puede atacar a los policías. Para el resto de versiones del juego correspondientes a otros países, el jugador puede escoger entre dejar que sean los terroristas quienes maten a los civiles sin disparar una sola bala o bien contribuir a la masacre, en cuyo caso no le aparecería ningún mensaje como el de las versiones nipona y alemana.